# 상무지구
상무지구(尙武地區)는 1990년대 이후 광주광역시 서구 치평동, 상무1동, 유촌동 일대에 조성된 대규모 계획도시이다. 호남 최대도시인 광주광역시의 새로운 행정·업무·문화 중심지로 광주광역시 2030도시기본계획에 따르면 향후 광주의 최대 도심으로 성장할 것으로 전망되고 있다.

## 역사
과거 이 곳에는 육군 초급 간부를 육성하는 군사 교육기관인 상무대가 있었다. 1984년에 당시 대통령이었던 전두환이 상무대 이전을 지시했고 국방부 계획 하에 상무대는 1994년 전라남도 장성군으로 이전하였고 상무대가 떠난 자리는 당시 광주직할시에서 모두 매입해서 업무, 상업, 주거가 결합되어 자급자족이 가능한 신도시를 만들기로 했는데 그게 지금의 상무지구가 되었다. 상무지구의 "상무" 역시 상무대에서 따온 것이다.
1994년 12월 처음 착공에 들어갔고 1997년 7월 상무1지구 완공을 시작으로 2003년 4월 최종 완공되었다.

## 상세
1997년 외환위기로 인해 개발에 어려움을 겪었지만 경기가 회복된 2000년대 초반부터 건물이 하나둘씩 들어서기 시작했고, 상무지구의 심장이라고 할 수 있는 광주광역시청과 시의회가 2004년 3월 이 곳으로 이전하면서 광주의 신도심 시대를 열었다. 이 외에도 한국은행, 한국방송공사, 선거관리위원회, 우정사업본부, 통계청 등등 수많은 공공기관들이 시청을 따라 구도심에서 상무지구로 옮겨왔으며 삼성화재해상보험, 현대해상화재보험, 현대캐피탈 등등 민간기업들의 광주사옥들도 새로 세워졌다.
많은 직장인들이 이곳으로 이주하면서 새로운 상권들도 생겨났다. 특히 유흥주점이 많이 생겨났고 나이트클럽들도 들어섰다.
총 1만 세대가 넘는 아파트단지들이 입주하면서 대형 할인점인 롯데마트와 이마트가 상무지구 안에 입점하였고 패션 아울렛인 세정아울렛도 상무역앞에 들어섰다.

## 지역 공공기관
- 광주광역시청
- 광주서부경찰서
- 광주광역시서부교육지원청
- 한국토지주택공사 광주전남본부
- 한국은행 광주전남본부
- 광주광역시도시공사
- KBS광주방송총국
- 치평동 행정복지센터
- 광주광역시일가정양립지원본부
- 광주광역시선거관리위원회
- 광주서구·북구선거관리위원회
- 광주지방법원 등기국
- 광주가정법원
- 전남지방우정청
- 영산강유역환경청
- 무진로우체국
- 한국가스안전공사 광주광역본부
- 한국농수산식품유통공사 광주전남본부
- 주택도시보증공사 광주전남지사
- 중소벤처기업진흥공단 광주지역본부
- 전문건설공제조합 광주지점
- 한국국토정보공사 광주전남지역본부
- 우체국보험 광주회관
- 국민건강보험공단 광주전라제주지역본부
- 상무지구대

## 문화
- 무각사
- 5.18기념재단
- 5.18 기념문화센터
- 광주광역시교육청 학생교육문화회관
- 메가박스 상무 콜럼버스
- CGV 광주상무
- 상무국민체육센터
- 서구 청소년문화의집
- 상무공연마루

## 유통
- 롯데마트 맥스 상무점

## 기업
- 모아주택산업 본사
- 현대해상 광주사옥
- 삼성화재 광주사옥

## 방송
- 광주원음방송
- 광주불교방송
- 광주가톨릭평화방송
- CMB 광주전남방송

## 교통
- 상무역
- 김대중컨벤션센터역
- 김대중컨벤션센터 시외버스정류장

## 행정
- 치평동
- 쌍촌동 (일부)
- 유촌동

## 비판
동구에 있던 시청을 비롯하여 광주지역의 각종 공공기관들이 상무지구로, 2005년 전라남도청과 함께 전남지역의 공공기관들이 전라남도 무안군 남악신도시로 이전하면서 기존 동구 원도심은 심각한 침체기를 맞게 되었다. 하지만 아시아문화중심도시 프로젝트로 국립아시아문화전당 건립과 함께 아시아문화중심도시 광주 조성계획으로 부흥을 도약하고 있고, 재개발사업을 활성화하면서 2020년 9월에는 인구 10만 명대를 다시 회복했다. 